# Junior Larkin
Junior Larkin, conocido por su nombre artístico Kylie O'Reilly, fue una drag queen irlandesa y activista por los derechos de los homosexuales fallecido en julio de 2017.

## Carrera profesional
Larkin salió del armario y se involucró en el activismo gay en 1993. Hablando en la reacción a la Conferencia de Gays y Lesbianas en 1994, Larkin dijo que había sido atacado cuatro veces en un año debido a su sexualidad.
Larkin formó parte del personal de la revista Gay Community News a principios de la década de 1990 y supervisó el diseño de la publicación. Actuó como mentor del futuro editor de GCN, Brian Finnegan. Larkin participó en el Dublin Lesbian and Gay Youth Group. Con este grupo, presentó el programa anual de talentos con Anthony McGrath, llamado Search For A Star . El ganador del concurso aparecería en una portada de GCN. También participó en la Organización Internacional de Jóvenes Gays y Lesbianas.
En 1994, coescribió el libro Coming Out: A Book For Lesbians and Gay Men of All Ages con la editora de GCN, Suzy Byrne. Tanto Larkin como Byrne aparecieron en The Late, Late Show para hablar sobre el libro. La aparición de Larkin en el programa lo llevó a ser reconocido y atacado por un grupo de hombres cerca de su apartamento en Botanic Road. Después de que Larkin dejó GCN, creó una revista gay gratuita, Guyz, pero no tuvo éxito debido a la dificultad de conseguir patrocinadores.
Larkin formó parte de la campaña de información de 1995 de Out Youth, que buscaba contrarrestar el aumento de los ataques homofóbicos en Dublín en la década de 1990.
Con John Pickering y Eddie McGuinness, Larkin formó la primera boyband totalmente gay en 1996, 4Guys, que Larkin quería rivalizar con Boyzone. Lanzado en Wonderbar en abril de 1996, la formación contó con Ken Quinn, Keith Lee, John McGuirke, Mark Power y Karl Anderson. En 1996, Larkin fue el tema del documental radiofónico By George, realizado por Kevin Reynolds para RTÉ Radio 1.

### Carreradrag
Como Kylie O'Reilly, Larkin fue una de las drag queens más famosas de Dublín en la década de 1990. Organizó eventos nocturnos en varios bares gay de Dublín, incluido The George. Larkin eligió el nombre de Kylie porque era fanático de Kylie Minogue. Tras la despenalización de la homosexualidad en Irlanda en 1993, Larkin se vistió de Kylie O'Reilly embarazada con un vestido de novia para el Dublin Pride, y en las escaleras del Central Bank en Dame Street arrojó su ramo a la multitud. Kylie actuó con un grupo llamado Kylie's Kreatures con otras drag queens, Maisie Minogue (más tarde conocida como Phyllis Lautner), Barb Minogue y Emaciated Minogue en The Temple of Sound.
Como Kylie, Larkin escribió, interpretó y envió la canción Delicious Boyz (Lick Me I'm Delicious) al Concurso Nacional Irlandés de la Canción para Eurovisión.
Larkin se retiró de la escena gay a fines de la década de 1990. Falleció en julio de 2017.